# Alejandro Tabilo
Alejandro Tabilo (* 2. Juni 1997 in Toronto, Ontario, Kanada) ist ein chilenischer Tennisspieler.

## Karriere
Auf der Tour der Junioren brachte es Tabilo bis auf Platz 29 der Rangliste. Während seiner Zeit als Junior gelang ihm aber wenig Erfolg auf der Ebene der Junior-Grand-Slam-Turniere.
Bis 2015 spielte Tabilo ohne großen Erfolg auf der drittklassigen ITF Future Tour, wo er im Einzel 2016, 2017 und 2019 je einen Titel gewann. Im Doppel gewann er bislang fünf Titel der Kategorie. Er nahm ab 2019 vermehrt an Turnieren der ATP Challenger Tour teil und schaffte dort in Puerto Vallarta erstmals das Halbfinale zu erreichen. Durch weitere gute Ergebnisse mit einem Viertelfinale in Almaty und einem Halbfinale in Schymkent stand er kurz vor dem Einzug in die Top 300 der Tennisweltrangliste. Unter anderem drei weitere Viertelfinals brachten ihn fast weitere 100 Plätze nach oben.
2020 durchbrach er die Top 200 gleich zu Beginn, indem er sich in der Qualifikation mit drei Siegen für das Hauptfeld der Australian Open qualifizierte. In seinem Auftaktmatch gegen Daniel Elahi Galán setzte er sich in fünf Sätzen durch, ehe er in Runde 2 dem US-Amerikaner John Isner unterlag. Einen Monat später beim Turnier der ATP Tour in Santiago de Chile bekam Tabilo für beide Konkurrenzen eine Wildcard. Im Einzel besiegte er Paolo Lorenzi und verlor in der Folge gegen Casper Ruud, im Doppel schaffte er es mit Tomás Barrios Vera bis ins Halbfinale. Nach dem Turnier erreichte er im Einzel und Doppel jeweils seine Karrierebestplatzierung. Im Einzel stand er auf Rang 166, im Doppel auf Platz 276.
2024 besiegte er in dritten Runde in Rom den Weltranglistenersten Novak Đoković mit 6:2, 6:3. Er schied im Halbfinale nach einem 6:1, 6:7 (4:7), 2:6 gegen Alexander Zverev aus.
2019 gab er sein Debüt für die chilenische Davis-Cup-Mannschaft. Er spielte bei den Davis Cup Finals sowie dem ATP Cup für Chile. Seine Bilanz lautet 1:3.

## Erfolge
| Legende (Anzahl der Siege) |
| Grand Slam                 |
| ATP Finals                 |
| ATP Tour Masters 1000      |
| ATP Tour 500               |
| ATP Tour 250 (3)           |
| ATP Challenger Tour (6)    |

| ATP-Titel nach Belag |
| Hartplatz (1)        |
| Sand (1)             |
| Rasen (1)            |

### Einzel

#### Turniersiege

##### ATP Tour
| Nr. | Datum           | Turnier  | Belag     | Finalgegner     | Ergebnis |
| --- | --------------- | -------- | --------- | --------------- | -------- |
| 1.  | 13. Januar 2024 | Auckland | Hartplatz | Taro Daniel     | 6:2, 7:5 |
| 2.  | 29. Juni 2024   | Mallorca | Rasen     | Sebastian Ofner | 6:3, 6:4 |

##### ATP Challenger Tour
| Nr. | Datum             | Turnier             | Belag     | Finalgegner             | Ergebnis        |
| --- | ----------------- | ------------------- | --------- | ----------------------- | --------------- |
| 1.  | 7. November 2021  | Guayaquil (1)       | Sand      | Jesper de Jong          | 6:1, 7:5        |
| 2.  | 14. Mai 2023      | Francavilla al Mare | Sand      | Benoît Paire            | 6:1, 7:5        |
| 3.  | 9. Juli 2023      | Karlsruhe           | Sand      | Giulio Zeppieri         | 2:6, 1:0 aufgg. |
| 4.  | 5. November 2023  | Guayaquil (2)       | Sand      | Daniel Elahi Galán      | 6:2, 6:2        |
| 5.  | 26. November 2023 | Brasília            | Hartplatz | Román Andrés Burruchaga | 6:3, 7:66       |
| 6.  | 5. Mai 2024       | Aix-en-Provence     | Sand      | Jaume Munar             | 6:3, 6:2        |

#### Finalteilnahmen
| Nr. | Datum           | Turnier           | Belag | Finalgegner          | Ergebnis      |
| --- | --------------- | ----------------- | ----- | -------------------- | ------------- |
| 1.  | 6. Februar 2022 | Córdoba           | Sand  | Albert Ramos Viñolas | 6:4, 3:6, 4:6 |
| 2.  | 3. März 2024    | Santiago de Chile | Sand  | Sebastián Báez       | 6:3, 0:6, 4:6 |

### Doppel

#### Turniersiege

##### ATP World Tour
| Nr. | Datum        | Turnier           | Belag | Partner            | Finalgegner             | Ergebnis |
| --- | ------------ | ----------------- | ----- | ------------------ | ----------------------- | -------- |
| 1.  | 2. März 2024 | Santiago de Chile | Sand  | Tomás Barrios Vera | Orlando Luz Matías Soto | 6:2, 6:4 |

#### Finalteilnahmen
| Nr. | Datum         | Turnier  | Belag | Partner       | Finalgegner                 | Ergebnis |
| --- | ------------- | -------- | ----- | ------------- | --------------------------- | -------- |
| 1.  | 29. Juni 2024 | Mallorca | Rasen | Diego Hidalgo | Julian Cash Robert Galloway | 4:6, 4:6 |

## Abschneiden bei Grand-Slam-Turnieren

### Einzel
| Turnier         | 2020 | 2021 | 2022 | 2023 | 2024 | 2025 | Karriere |
| --------------- | ---- | ---- | ---- | ---- | ---- | ---- | -------- |
| Australian Open | 2    | Q1   | 1    | Q2   | 1    | 1    | 2        |
| French Open     | —    | Q3   | —    | Q3   | 1    | 2    | 2        |
| Wimbledon       |      | Q2   | 2    | Q1   | 3    |      | 3        |
| US Open         | —    | Q1   | 2    | Q1   | 1    |      | 2        |

Zeichenerklärung: S = Turniersieg; F, HF, VF, AF = Einzug ins Finale / Halbfinale / Viertelfinale / Achtelfinale; 1, 2, 3 = Ausscheiden in der 1. / 2. / 3. Hauptrunde; Q1, Q2, Q3 = Ausscheiden in der 1. / 2. / 3. Qualifikationsrunde; nicht ausgetragen